# Lliga Tercera FFCV 2023-24
La temporada 2023-24 de la Lliga Tercera FFCV de fútbol corresponde a la primera edición de este campeonato que ocupa el noveno nivel en el sistema de ligas de fútbol de España en la Comunidad Valenciana. Comenzó el 9 de septiembre de 2023 y finalizó el 19 de mayo de 2024. Posteriormente, a partir del 25 de mayo se disputó la promoción de ascenso a la Lliga Segona FFCV.

## Sistema de competición
La liga consiste en quince grupos de 15 o 16 equipos. Al término de la temporada, los campeones más los tres mejores segundos ascienden a Lliga Segona FFCV de forma directa, a los que se unen los seis vencedores de la promoción de ascenso, disputada por los restantes doce subcampeones. No hay descensos al ser la última categoría existente.

## Clasificaciones

### Grupo 1
| Pos. | Equipo                         | Pts. | PJ | G  | E | P  | GF | GC | Dif. |                                          |
| ---- | ------------------------------ | ---- | -- | -- | - | -- | -- | -- | ---- | ---------------------------------------- |
| 1    | Eture S .C .F.                 | 64   | 28 | 20 | 4 | 4  | 75 | 26 | +49  | Ascenso a Lliga Segona FFCV              |
| 2    | C. F. Villafamés               | 64   | 28 | 19 | 7 | 2  | 67 | 19 | +48  | Promoción de ascenso a Lliga Segona FFCV |
| 3    | U. D. Benasal                  | 62   | 28 | 19 | 5 | 4  | 70 | 23 | +47  |                                          |
| 4    | C. D. Catí                     | 59   | 28 | 18 | 5 | 5  | 66 | 31 | +35  |                                          |
| 5    | Esportiu Rosell                | 57   | 28 | 17 | 6 | 5  | 75 | 42 | +33  |                                          |
| 6    | Racing Salsadella              | 54   | 28 | 16 | 6 | 6  | 58 | 37 | +21  |                                          |
| 7    | C. F. U. E. Vilanova d'Alcolea | 36   | 28 | 10 | 6 | 12 | 49 | 59 | −10  |                                          |
| 8    | C. D. La Pobla Tornesa         | 34   | 28 | 9  | 7 | 12 | 40 | 53 | −13  |                                          |
| 9    | C. D. Vinromà                  | 31   | 28 | 8  | 7 | 13 | 36 | 56 | −20  |                                          |
| 10   | U. D. Sant Mateu               | 28   | 28 | 8  | 4 | 16 | 48 | 72 | −24  |                                          |
| 11   | Calig C. F.                    | 27   | 28 | 7  | 6 | 15 | 43 | 59 | −16  |                                          |
| 12   | C. F. Canet                    | 23   | 28 | 5  | 8 | 15 | 49 | 74 | −25  |                                          |
| 13   | C. F. Benlloch                 | 20   | 28 | 4  | 8 | 16 | 44 | 74 | −30  |                                          |
| 14   | C. E. Cinctorrá                | 15   | 28 | 2  | 9 | 17 | 28 | 76 | −48  |                                          |
| 15   | Albocácer C. F.                | 10   | 28 | 2  | 4 | 22 | 34 | 81 | −47  |                                          |

Actualizado a los partidos jugados el 19 de mayo de 2024.
 Fuente: FFCV

### Grupo 2
| Pos. | Equipo                         | Pts. | PJ | G  | E | P  | GF | GC | Dif. |                             |
| ---- | ------------------------------ | ---- | -- | -- | - | -- | -- | -- | ---- | --------------------------- |
| 1    | C. F. Borriol                  | 69   | 27 | 22 | 3 | 2  | 95 | 30 | +65  | Ascenso a Lliga Segona FFCV |
| 2    | Joventut Almassora C. F.       | 69   | 27 | 22 | 3 | 2  | 94 | 32 | +62  | Ascenso a Lliga Segona FFCV |
| 3    | C. D. L'Alcora "B"             | 66   | 27 | 21 | 3 | 3  | 69 | 33 | +36  |                             |
| 4    | C. D. La Magdalena             | 46   | 27 | 14 | 4 | 9  | 55 | 48 | +7   |                             |
| 5    | Orpesa C. F. "B"               | 43   | 27 | 13 | 4 | 10 | 73 | 67 | +6   |                             |
| 6    | C. D. Drac Castellón           | 43   | 27 | 13 | 4 | 10 | 71 | 72 | −1   |                             |
| 7    | C. E. Nou Sequiol              | 35   | 27 | 11 | 2 | 14 | 55 | 62 | −7   |                             |
| 8    | A. C. D. Benicense             | 34   | 27 | 10 | 4 | 13 | 69 | 70 | −1   |                             |
| 9    | Sporting de Castelló           | 33   | 27 | 9  | 6 | 12 | 82 | 85 | −3   |                             |
| 10   | C. F. Moró                     | 33   | 27 | 10 | 3 | 14 | 51 | 57 | −6   |                             |
| 11   | C. D. Ribesalbes               | 27   | 27 | 6  | 9 | 12 | 48 | 67 | −19  |                             |
| 12   | C. D. San Lorenzo de Castellón | 26   | 27 | 8  | 2 | 17 | 51 | 74 | −23  |                             |
| 13   | F. C. Xcrypt                   | 14   | 27 | 4  | 2 | 21 | 42 | 85 | −43  |                             |
| 14   | C. F. Fomento Castellón        | 14   | 27 | 4  | 2 | 21 | 46 | 99 | −53  |                             |
| 15   | Nocamo C. F.                   | 0    | 0  | 0  | 0 | 0  | 0  | 0  | 0    |                             |

Actualizado a los partidos jugados el 19 de mayo de 2024.
 Fuente: FFCV

### Grupo 3
| Pos. | Equipo                             | Pts. | PJ | G  | E | P  | GF  | GC  | Dif. |                                          |
| ---- | ---------------------------------- | ---- | -- | -- | - | -- | --- | --- | ---- | ---------------------------------------- |
| 1    | C. E. Vila d'Onda                  | 77   | 30 | 25 | 2 | 3  | 119 | 31  | +88  | Ascenso a Lliga Segona FFCV              |
| 2    | Xilxes C. F.                       | 72   | 30 | 23 | 3 | 4  | 91  | 25  | +66  | Promoción de ascenso a Lliga Segona FFCV |
| 3    | C. D. Segorbe                      | 69   | 30 | 21 | 6 | 3  | 78  | 29  | +49  |                                          |
| 4    | Odisea F. C. "B"                   | 56   | 30 | 17 | 5 | 8  | 69  | 39  | +30  |                                          |
| 5    | C. F. Atlético Burriana Salesianos | 54   | 30 | 17 | 3 | 10 | 96  | 46  | +50  |                                          |
| 6    | C. D. Onda "B"                     | 53   | 30 | 17 | 5 | 8  | 91  | 54  | +37  |                                          |
| 7    | C. A. Caudiel                      | 53   | 30 | 16 | 5 | 9  | 72  | 52  | +20  |                                          |
| 8    | C. F. Castellnovo                  | 52   | 30 | 16 | 4 | 10 | 75  | 64  | +11  |                                          |
| 9    | C. F. Nules "B"                    | 45   | 30 | 12 | 9 | 9  | 57  | 54  | +3   |                                          |
| 10   | Alqueries C. F. "B"                | 42   | 30 | 13 | 3 | 14 | 68  | 61  | +7   |                                          |
| 11   | Artana C. F.                       | 34   | 30 | 11 | 1 | 18 | 58  | 57  | +1   |                                          |
| 12   | Club Almenara Atlètic "B"          | 23   | 30 | 7  | 2 | 21 | 61  | 103 | −42  |                                          |
| 13   | C. E. Benifairó de Les Valls       | 21   | 30 | 5  | 6 | 19 | 43  | 89  | −46  |                                          |
| 14   | Biensa C. F. "B"                   | 18   | 30 | 5  | 3 | 22 | 38  | 108 | −70  |                                          |
| 15   | E. F. Benicató                     | 13   | 30 | 3  | 4 | 23 | 26  | 103 | −77  |                                          |
| 16   | C. F. La Llosa                     | 4    | 30 | 1  | 1 | 28 | 25  | 152 | −127 |                                          |

Actualizado a los partidos jugados el 19 de mayo de 2024.
 Fuente: FFCV

### Grupo 4
| Pos. | Equipo                      | Pts. | PJ | G  | E | P  | GF  | GC | Dif. |                             |
| ---- | --------------------------- | ---- | -- | -- | - | -- | --- | -- | ---- | --------------------------- |
| 1    | Foios Atlètic C. F.         | 65   | 25 | 21 | 2 | 2  | 113 | 12 | +101 | Ascenso a Lliga Segona FFCV |
| 2    | C. D. F. Canet              | 64   | 25 | 20 | 4 | 1  | 73  | 25 | +48  | Ascenso a Lliga Segona FFCV |
| 3    | Moncada C. F.               | 54   | 25 | 17 | 3 | 5  | 67  | 30 | +37  |                             |
| 4    | Estivella C. F.             | 49   | 25 | 15 | 4 | 6  | 71  | 44 | +27  |                             |
| 5    | F. B. Bonrepós i Mirambell  | 45   | 25 | 13 | 6 | 6  | 56  | 34 | +22  |                             |
| 6    | F. B. Alfara del Patriarca  | 34   | 25 | 11 | 1 | 13 | 60  | 56 | +4   |                             |
| 7    | C. F. Vinalesa F. B.        | 31   | 25 | 9  | 4 | 12 | 40  | 47 | −7   |                             |
| 8    | C. F. Independent Albuixech | 31   | 25 | 9  | 4 | 12 | 44  | 70 | −26  |                             |
| 9    | Meliana C. F. "B"           | 24   | 25 | 6  | 6 | 13 | 49  | 84 | −35  |                             |
| 10   | U. D. Puçol "B"             | 23   | 25 | 6  | 5 | 14 | 38  | 61 | −23  |                             |
| 11   | Surf S. C. Valencia         | 16   | 25 | 4  | 7 | 14 | 38  | 61 | −23  |                             |
| 12   | La Creu C. F. Pobla Farnals | 14   | 25 | 4  | 2 | 19 | 36  | 94 | −58  |                             |
| 13   | Guipons C. F. Almàssera     | 13   | 25 | 3  | 4 | 18 | 34  | 98 | −64  |                             |
| 14   | Biensa C. F.                | 0    | 0  | 0  | 0 | 0  | 0   | 0  | 0    |                             |
| 15   | Museros C. F.               | 0    | 0  | 0  | 0 | 0  | 0   | 0  | 0    |                             |

Actualizado a los partidos jugados el 18 de mayo de 2024.
 Fuente: FFCV

### Grupo 5
| Pos. | Equipo                                     | Pts. | PJ | G  | E | P  | GF  | GC  | Dif. |                                          |
| ---- | ------------------------------------------ | ---- | -- | -- | - | -- | --- | --- | ---- | ---------------------------------------- |
| 1    | U. D. Rocafort C. F.                       | 71   | 28 | 22 | 5 | 1  | 106 | 35  | +71  | Ascenso a Lliga Segona FFCV              |
| 2    | C. F. Sporting Alaquàs                     | 63   | 28 | 20 | 3 | 5  | 79  | 27  | +52  | Promoción de ascenso a Lliga Segona FFCV |
| 3    | C. F. U. D. Benicalap                      | 60   | 28 | 20 | 0 | 8  | 86  | 38  | +48  |                                          |
| 4    | Manises C. F. "B"                          | 52   | 28 | 16 | 4 | 8  | 71  | 49  | +22  |                                          |
| 5    | Burjassot C. F. "B"                        | 50   | 28 | 16 | 2 | 10 | 78  | 66  | +12  |                                          |
| 6    | Tavernes Blanques C. F. "B"                | 45   | 28 | 13 | 6 | 9  | 82  | 72  | +10  |                                          |
| 7    | Sporting Mislata U. F. "B"                 | 40   | 28 | 12 | 4 | 12 | 41  | 56  | −15  |                                          |
| 8    | Mislata C. F. "B"                          | 39   | 28 | 11 | 6 | 11 | 65  | 80  | −15  |                                          |
| 9    | C. F. Sporting de Manises                  | 34   | 28 | 11 | 4 | 13 | 58  | 63  | −5   |                                          |
| 10   | At. Ciudad Paiporta                        | 29   | 28 | 7  | 8 | 13 | 57  | 56  | +1   |                                          |
| 11   | U. D. Paterna "B"                          | 28   | 28 | 8  | 4 | 16 | 59  | 100 | −41  |                                          |
| 12   | Ekklesia F. C.                             | 27   | 28 | 8  | 3 | 17 | 42  | 66  | −24  |                                          |
| 13   | C. F. Murciélagos                          | 27   | 28 | 7  | 6 | 15 | 53  | 71  | −18  |                                          |
| 14   | C. F. Atlético Barrio La Luz-Xirivella "B" | 17   | 28 | 3  | 8 | 17 | 44  | 102 | −58  |                                          |
| 15   | C. D. Juventud Manisense "B"               | 11   | 28 | 2  | 5 | 21 | 43  | 83  | −40  |                                          |

Actualizado a los partidos jugados el 19 de mayo de 2024.
 Fuente: FFCV

### Grupo 6
| Pos. | Equipo                             | Pts. | PJ | G  | E | P  | GF | GC | Dif. |                                          |
| ---- | ---------------------------------- | ---- | -- | -- | - | -- | -- | -- | ---- | ---------------------------------------- |
| 1    | Los Silos C. F.                    | 65   | 28 | 21 | 2 | 5  | 71 | 29 | +42  | Ascenso a Lliga Segona FFCV              |
| 2    | Godella C. F. "B"                  | 61   | 27 | 19 | 4 | 4  | 80 | 25 | +55  | Promoción de ascenso a Lliga Segona FFCV |
| 3    | Atlético Vallbonense "B"           | 60   | 28 | 18 | 6 | 4  | 66 | 31 | +35  |                                          |
| 4    | C. D. Bugarra                      | 57   | 28 | 18 | 3 | 7  | 70 | 39 | +31  |                                          |
| 5    | Paterna C. F. "B"                  | 57   | 28 | 17 | 6 | 5  | 67 | 32 | +35  |                                          |
| 6    | C. D. Racing Riba-roja             | 55   | 28 | 17 | 4 | 7  | 82 | 41 | +41  |                                          |
| 7    | C. F. Cracks "B"                   | 43   | 28 | 13 | 4 | 11 | 53 | 44 | +9   |                                          |
| 8    | Ribarroja C. F. "C"                | 30   | 28 | 9  | 3 | 16 | 34 | 70 | −36  |                                          |
| 9    | F. B. Atlético Benaguasil "B"      | 28   | 28 | 8  | 4 | 16 | 64 | 87 | −23  |                                          |
| 10   | U. D. Bétera "B"                   | 28   | 28 | 8  | 4 | 16 | 55 | 76 | −21  |                                          |
| 11   | C. F. Olocau                       | 27   | 28 | 7  | 6 | 15 | 51 | 71 | −20  |                                          |
| 12   | C. F. Atlético Moncadense "B"      | 25   | 28 | 7  | 4 | 17 | 52 | 73 | −21  |                                          |
| 13   | C. D. Casinos                      | 23   | 28 | 5  | 8 | 15 | 41 | 81 | −40  |                                          |
| 14   | Atlético Villar C. F. "B"          | 23   | 28 | 6  | 5 | 17 | 36 | 78 | −42  |                                          |
| 15   | San Antonio de Benagéber C. F. "C" | 12   | 27 | 3  | 3 | 21 | 33 | 78 | −45  |                                          |

Actualizado a los partidos jugados el 19 de mayo de 2024.
 Fuente: FFCV

### Grupo 7
| Pos. | Equipo                        | Pts. | PJ | G  | E  | P  | GF | GC  | Dif. |                             |
| ---- | ----------------------------- | ---- | -- | -- | -- | -- | -- | --- | ---- | --------------------------- |
| 1    | Caudete de las Fuentes C. F.  | 74   | 28 | 24 | 2  | 2  | 84 | 27  | +57  | Ascenso a Lliga Segona FFCV |
| 2    | U. D. Aldaia C. F. "B"        | 72   | 28 | 23 | 3  | 2  | 97 | 22  | +75  | Ascenso a Lliga Segona FFCV |
| 3    | S. C. Requena "B"             | 59   | 28 | 18 | 5  | 5  | 84 | 31  | +53  |                             |
| 4    | C. D. Camporrobles            | 57   | 28 | 18 | 3  | 7  | 75 | 42  | +33  |                             |
| 5    | C. D. Casas                   | 49   | 28 | 15 | 4  | 9  | 75 | 49  | +26  |                             |
| 6    | C. D. Buñol "B"               | 48   | 28 | 14 | 6  | 8  | 53 | 47  | +6   |                             |
| 7    | Xirivella C. F. "B"           | 37   | 28 | 9  | 10 | 9  | 43 | 49  | −6   |                             |
| 8    | C. D. El Rumbo "B"            | 33   | 28 | 9  | 6  | 13 | 56 | 76  | −20  |                             |
| 9    | C. D. Cheste "B"              | 32   | 28 | 10 | 2  | 16 | 48 | 66  | −18  |                             |
| 10   | C. F. Atlético Quelmo-Manises | 32   | 28 | 10 | 2  | 16 | 63 | 75  | −12  |                             |
| 11   | C. F. Venta del Moro          | 29   | 28 | 8  | 5  | 15 | 44 | 62  | −18  |                             |
| 12   | C. D. Fuenterrobles           | 26   | 28 | 8  | 2  | 18 | 52 | 90  | −38  |                             |
| 13   | C. F. Sporting Xirivella      | 24   | 28 | 6  | 6  | 16 | 48 | 89  | −41  |                             |
| 14   | C. F. Sporting de Manises "B" | 23   | 28 | 6  | 5  | 17 | 56 | 77  | −21  |                             |
| 15   | C. F. Atlético Sinarcas       | 3    | 28 | 0  | 3  | 25 | 34 | 112 | −78  |                             |

Actualizado a los partidos jugados el 19 de mayo de 2024.
 Fuente: FFCV

### Grupo 8
| Pos. | Equipo                          | Pts. | PJ | G  | E | P  | GF  | GC  | Dif. |                                          |
| ---- | ------------------------------- | ---- | -- | -- | - | -- | --- | --- | ---- | ---------------------------------------- |
| 1    | C. D. El Rumbo                  | 72   | 28 | 23 | 3 | 2  | 99  | 24  | +75  | Ascenso a Lliga Segona FFCV              |
| 2    | C. D. Serranos "B"              | 70   | 28 | 22 | 4 | 2  | 117 | 27  | +90  |                                          |
| 3    | Colegio Salgui EDE "B"          | 63   | 28 | 19 | 6 | 3  | 105 | 46  | +59  |                                          |
| 4    | C. D. Cuenca-Mestallistes 1925  | 60   | 28 | 19 | 3 | 6  | 101 | 36  | +65  | Promoción de ascenso a Lliga Segona FFCV |
| 5    | Sporting Benimaclet C. F.       | 49   | 28 | 14 | 7 | 7  | 85  | 42  | +43  |                                          |
| 6    | C. D. Malilla                   | 49   | 28 | 15 | 4 | 9  | 58  | 42  | +16  |                                          |
| 7    | C. F. Històrics de València "B" | 47   | 28 | 14 | 5 | 9  | 88  | 72  | +16  |                                          |
| 8    | C. D. Atlético Nazaret          | 45   | 28 | 13 | 6 | 9  | 83  | 66  | +17  |                                          |
| 9    | Discóbolo-La Torre A. C.        | 37   | 28 | 12 | 1 | 15 | 77  | 74  | +3   |                                          |
| 10   | Torrefiel Athletic C. E. "B"    | 31   | 28 | 9  | 4 | 15 | 41  | 59  | −18  |                                          |
| 11   | U. D. Marítimo-Cabanyal         | 23   | 28 | 6  | 5 | 17 | 58  | 84  | −26  |                                          |
| 12   | S. F. Júcar C. F.               | 18   | 28 | 5  | 3 | 20 | 31  | 102 | −71  |                                          |
| 13   | C. D. Apolo "B"                 | 14   | 28 | 4  | 2 | 22 | 37  | 127 | −90  |                                          |
| 14   | Deportivo La Rambleta C. F.     | 13   | 28 | 4  | 1 | 23 | 41  | 101 | −60  |                                          |
| 15   | C. D. Castellar-Valencia F. B.  | 11   | 28 | 3  | 2 | 23 | 27  | 146 | −119 |                                          |

Actualizado a los partidos jugados el 19 de mayo de 2024.
 Fuente: FFCV

### Grupo 9
| Pos. | Equipo                       | Pts. | PJ | G  | E | P  | GF  | GC  | Dif. |                                          |
| ---- | ---------------------------- | ---- | -- | -- | - | -- | --- | --- | ---- | ---------------------------------------- |
| 1    | Catarroja C. F.              | 77   | 30 | 25 | 2 | 3  | 126 | 23  | +103 | Ascenso a Lliga Segona FFCV              |
| 2    | Sollana C. F.                | 69   | 30 | 23 | 0 | 7  | 84  | 33  | +51  | Promoción de ascenso a Lliga Segona FFCV |
| 3    | U. E. Vall dels Alcalans "B" | 65   | 29 | 20 | 5 | 4  | 78  | 37  | +41  |                                          |
| 4    | Olympyakos de Alcàsser       | 59   | 30 | 19 | 2 | 9  | 80  | 41  | +39  |                                          |
| 5    | C. D. Teresianas-Torrent     | 57   | 30 | 18 | 3 | 9  | 77  | 35  | +42  |                                          |
| 6    | Albal C. F.                  | 53   | 30 | 16 | 5 | 9  | 64  | 36  | +28  |                                          |
| 7    | Picasent C. F. "B"           | 51   | 30 | 16 | 3 | 11 | 68  | 52  | +16  |                                          |
| 8    | Silla C. F. "B"              | 47   | 29 | 13 | 8 | 8  | 61  | 37  | +24  |                                          |
| 9    | Beniparrell C. F.            | 43   | 30 | 13 | 4 | 13 | 80  | 65  | +15  |                                          |
| 10   | CF E-1 Paiporta              | 42   | 30 | 13 | 3 | 14 | 80  | 55  | +25  |                                          |
| 11   | C. D. Benifaió "B"           | 41   | 29 | 12 | 5 | 12 | 58  | 60  | −2   |                                          |
| 12   | Evangélico C. F.             | 27   | 30 | 8  | 3 | 19 | 61  | 100 | −39  |                                          |
| 13   | C. D. Juventud Picanya "B"   | 18   | 30 | 5  | 6 | 19 | 35  | 97  | −62  |                                          |
| 14   | Sport Catarroja C. F.        | 12   | 30 | 3  | 3 | 24 | 23  | 135 | −112 |                                          |
| 15   | Algemesí C. F. "B"           | 11   | 29 | 4  | 2 | 23 | 34  | 102 | −68  |                                          |
| 16   | C. D. Monte Sión "B"         | 8    | 30 | 2  | 2 | 26 | 30  | 131 | −101 |                                          |

Actualizado a los partidos jugados el 19 de mayo de 2024.
 Fuente: FFCV

### Grupo 10
| Pos. | Equipo                        | Pts. | PJ | G  | E | P  | GF | GC | Dif. |                                          |
| ---- | ----------------------------- | ---- | -- | -- | - | -- | -- | -- | ---- | ---------------------------------------- |
| 1    | Daimús C. F.                  | 60   | 26 | 19 | 3 | 4  | 71 | 28 | +43  | Ascenso a Lliga Segona FFCV              |
| 2    | C. F. Miramar                 | 54   | 26 | 17 | 3 | 6  | 61 | 29 | +32  | Promoción de ascenso a Lliga Segona FFCV |
| 3    | C. E. Ròtova                  | 54   | 26 | 17 | 3 | 6  | 62 | 29 | +33  |                                          |
| 4    | Villalonga C. F.              | 48   | 26 | 15 | 3 | 8  | 59 | 32 | +27  |                                          |
| 5    | Athletic Albalat de la Ribera | 49   | 26 | 15 | 4 | 7  | 62 | 42 | +20  |                                          |
| 6    | Athletic La Vall C. F.        | 43   | 26 | 12 | 7 | 7  | 49 | 35 | +14  |                                          |
| 7    | C. D. Xeraco                  | 36   | 26 | 10 | 6 | 10 | 38 | 40 | −2   |                                          |
| 8    | A. D. El Perelló              | 36   | 26 | 10 | 6 | 10 | 50 | 54 | −4   |                                          |
| 9    | Safor C. F. Gandía            | 32   | 26 | 8  | 8 | 10 | 48 | 50 | −2   |                                          |
| 10   | Benirredrà C. F.              | 30   | 26 | 7  | 9 | 10 | 45 | 45 | 0    |                                          |
| 11   | U. D. Oliva "B"               | 26   | 26 | 8  | 2 | 16 | 31 | 74 | −43  |                                          |
| 12   | C. F. Simat "B"               | 20   | 26 | 6  | 2 | 18 | 35 | 68 | −33  |                                          |
| 13   | S. D. Sueca "B"               | 15   | 26 | 4  | 3 | 19 | 31 | 75 | −44  |                                          |
| 14   | Piles C. F.                   | 13   | 26 | 4  | 1 | 21 | 28 | 69 | −41  |                                          |
| 15   | Sueca United F. C.            | 0    | 0  | 0  | 0 | 0  | 0  | 0  | 0    |                                          |

Actualizado a los partidos jugados el 19 de mayo de 2024.
 Fuente: FFCV

### Grupo 11
| Pos. | Equipo                   | Pts. | PJ | G  | E | P  | GF  | GC  | Dif. |                                          |
| ---- | ------------------------ | ---- | -- | -- | - | -- | --- | --- | ---- | ---------------------------------------- |
| 1    | C. F. Agullent           | 77   | 30 | 24 | 5 | 1  | 103 | 22  | +81  | Ascenso a Lliga Segona FFCV              |
| 2    | U. D. Anna               | 70   | 30 | 22 | 4 | 4  | 88  | 24  | +64  | Promoción de ascenso a Lliga Segona FFCV |
| 3    | C. F. Aielo              | 69   | 30 | 21 | 6 | 3  | 73  | 26  | +47  |                                          |
| 4    | C. F. Tous               | 56   | 30 | 16 | 8 | 6  | 66  | 38  | +28  |                                          |
| 5    | Senyera C. F.            | 52   | 30 | 16 | 4 | 10 | 58  | 49  | +9   |                                          |
| 6    | U. D. Alzira "B"         | 46   | 30 | 14 | 4 | 12 | 68  | 61  | +7   |                                          |
| 7    | C. F. Atlético Chella    | 44   | 30 | 13 | 5 | 12 | 64  | 58  | +6   |                                          |
| 8    | U. D. F. Navarrés        | 44   | 30 | 12 | 8 | 10 | 49  | 44  | +5   |                                          |
| 9    | C. D. Albaidense         | 40   | 30 | 12 | 4 | 14 | 65  | 63  | +2   |                                          |
| 10   | U. D. Carcaixent "B"     | 38   | 30 | 10 | 8 | 12 | 49  | 52  | −3   |                                          |
| 11   | C. D. Bocairent          | 35   | 30 | 10 | 5 | 15 | 59  | 74  | −15  |                                          |
| 12   | U. E. L'Alcúdia "B"      | 32   | 30 | 9  | 5 | 16 | 35  | 52  | −17  |                                          |
| 13   | Font de la Figuera C. F. | 31   | 30 | 9  | 4 | 17 | 71  | 89  | −18  |                                          |
| 14   | C. E. Pobla Llarga       | 23   | 30 | 6  | 5 | 19 | 50  | 74  | −24  |                                          |
| 15   | Beniarrés C. F.          | 19   | 30 | 5  | 4 | 21 | 44  | 86  | −42  |                                          |
| 16   | C. F. Atlètic Muro       | 1    | 30 | 1  | 1 | 28 | 21  | 151 | −130 |                                          |

Actualizado a los partidos jugados el 19 de mayo de 2024.
 Fuente: FFCV

### Grupo 12
| Pos. | Equipo                      | Pts. | PJ | G  | E | P  | GF | GC  | Dif. |                                          |
| ---- | --------------------------- | ---- | -- | -- | - | -- | -- | --- | ---- | ---------------------------------------- |
| 1    | C. F. Foietes de Benidorm   | 67   | 28 | 21 | 4 | 3  | 83 | 33  | +50  | Ascenso a Lliga Segona FFCV              |
| 2    | C. D. Dénia "B"             | 65   | 28 | 21 | 2 | 5  | 75 | 33  | +42  | Promoción de ascenso a Lliga Segona FFCV |
| 3    | C. F. Monnegre de Mutxamel  | 60   | 28 | 18 | 6 | 4  | 62 | 23  | +39  |                                          |
| 4    | C. F. Benitachell           | 59   | 28 | 18 | 5 | 5  | 90 | 32  | +58  |                                          |
| 5    | C. F. U. E Finestrat        | 59   | 28 | 19 | 2 | 7  | 75 | 35  | +40  |                                          |
| 6    | C. D. Iraklis               | 46   | 28 | 13 | 7 | 8  | 51 | 45  | +6   |                                          |
| 7    | Pego C. F. "B"              | 49   | 28 | 14 | 7 | 7  | 48 | 34  | +14  |                                          |
| 8    | C. E. F. El Verger          | 43   | 28 | 13 | 4 | 11 | 65 | 39  | +26  |                                          |
| 9    | Mutxamel C. F. "B"          | 31   | 28 | 9  | 4 | 15 | 56 | 54  | +2   |                                          |
| 10   | C. F. Joventut de Pedreguer | 29   | 28 | 7  | 8 | 13 | 38 | 45  | −7   |                                          |
| 11   | C. D. El Campello "B"       | 27   | 28 | 7  | 6 | 15 | 38 | 57  | −19  |                                          |
| 12   | U. D. Ondarense             | 25   | 28 | 8  | 1 | 19 | 38 | 71  | −33  |                                          |
| 13   | C. F. Orba "B"              | 19   | 28 | 6  | 1 | 21 | 31 | 96  | −65  |                                          |
| 14   | C. F. Beniarbeig            | 11   | 28 | 3  | 2 | 23 | 20 | 100 | −80  |                                          |
| 15   | Alicante City F. C. "B"     | 6    | 28 | 2  | 3 | 23 | 19 | 92  | −73  |                                          |

Actualizado a los partidos jugados el 18 de mayo de 2024.
 Fuente: FFCV

### Grupo 13
| Pos. | Equipo                               | Pts. | PJ | G  | E | P  | GF | GC  | Dif. |                                          |
| ---- | ------------------------------------ | ---- | -- | -- | - | -- | -- | --- | ---- | ---------------------------------------- |
| 1    | Tómbola Athletic                     | 68   | 30 | 21 | 5 | 4  | 80 | 40  | +40  | Ascenso a Lliga Segona FFCV              |
| 2    | Racing Santa Bárbara C. F.           | 66   | 30 | 20 | 6 | 4  | 96 | 39  | +57  | Promoción de ascenso a Lliga Segona FFCV |
| 3    | C. F. Racing Akra de Alicante        | 64   | 30 | 20 | 4 | 6  | 81 | 41  | +40  |                                          |
| 4    | C. D. Iraklis "B"                    | 58   | 30 | 18 | 4 | 8  | 67 | 40  | +27  |                                          |
| 5    | C. F. Barrio San Gabriel de Alicante | 48   | 29 | 15 | 3 | 11 | 84 | 77  | +7   |                                          |
| 6    | Inmaculada C. F.                     | 47   | 30 | 13 | 8 | 9  | 63 | 50  | +13  |                                          |
| 7    | C. F. Costa Alicante                 | 45   | 30 | 12 | 9 | 9  | 60 | 50  | +10  |                                          |
| 8    | C. D. Salesianos Alicante "B"        | 41   | 30 | 11 | 8 | 11 | 58 | 62  | −4   |                                          |
| 9    | C. F. I. Alicante "B"                | 41   | 30 | 13 | 2 | 15 | 60 | 63  | −3   |                                          |
| 10   | Mediterráneo C. F.                   | 37   | 30 | 10 | 7 | 13 | 50 | 59  | −9   |                                          |
| 11   | S. C. D. San Blas                    | 34   | 30 | 10 | 4 | 16 | 51 | 79  | −28  |                                          |
| 12   | U. E. Gimnàstic Sant Vicent C. F.    | 34   | 30 | 9  | 7 | 14 | 57 | 69  | −12  |                                          |
| 13   | S. C. D. Obrera                      | 25   | 29 | 6  | 7 | 16 | 63 | 77  | −14  |                                          |
| 14   | Atlético San Blas C. F.              | 23   | 30 | 5  | 8 | 17 | 50 | 105 | −55  |                                          |
| 15   | Racing de San Gabriel                | 20   | 30 | 4  | 8 | 18 | 31 | 56  | −25  |                                          |
| 16   | C. D. Maristas de Alicante           | 19   | 30 | 5  | 4 | 21 | 36 | 80  | −44  |                                          |

Actualizado a los partidos jugados el 19 de mayo de 2024.
 Fuente: FFCV

### Grupo 14
| Pos. | Equipo                       | Pts. | PJ | G  | E | P  | GF | GC  | Dif. |                                          |
| ---- | ---------------------------- | ---- | -- | -- | - | -- | -- | --- | ---- | ---------------------------------------- |
| 1    | U. D. Petrelense             | 66   | 29 | 21 | 3 | 5  | 91 | 31  | +60  | Ascenso a Lliga Segona FFCV              |
| 2    | Aspe U. D. "B"               | 66   | 29 | 21 | 3 | 5  | 90 | 44  | +46  |                                          |
| 3    | Castalla C. F.               | 60   | 29 | 18 | 6 | 5  | 68 | 29  | +39  | Promoción de ascenso a Lliga Segona FFCV |
| 4    | U. D. Onil                   | 56   | 29 | 18 | 2 | 9  | 87 | 38  | +49  |                                          |
| 5    | Esides Caramanchel C. E.     | 52   | 29 | 16 | 4 | 9  | 65 | 37  | +28  |                                          |
| 6    | C. F. Atlético La Romana     | 45   | 29 | 12 | 9 | 8  | 61 | 43  | +18  |                                          |
| 7    | Banyeres U. E.               | 45   | 29 | 14 | 3 | 12 | 68 | 60  | +8   |                                          |
| 8    | Novelda Unión C. F. "B"      | 43   | 29 | 13 | 4 | 12 | 67 | 51  | +16  |                                          |
| 9    | U. D. Rayo Ibense "B"        | 41   | 29 | 12 | 5 | 12 | 67 | 51  | +16  |                                          |
| 10   | Villena C. F. "B"            | 40   | 29 | 13 | 4 | 12 | 68 | 58  | +10  |                                          |
| 11   | Peña Madridista de Ibi U. D. | 35   | 28 | 9  | 8 | 11 | 47 | 48  | −1   |                                          |
| 12   | Monforte C. F.               | 36   | 29 | 10 | 6 | 13 | 68 | 65  | +3   |                                          |
| 13   | C. D. Biarense               | 24   | 29 | 5  | 9 | 15 | 34 | 60  | −26  |                                          |
| 14   | Novelda C. F. "B"            | 12   | 29 | 4  | 3 | 22 | 26 | 109 | −83  |                                          |
| 15   | Xixona Esportiu              | 10   | 29 | 3  | 1 | 25 | 39 | 119 | −80  |                                          |
| 16   | Elche Dream C. F. "B"        | 0    | 0  | 0  | 0 | 0  | 0  | 0   | 0    |                                          |

Actualizado a los partidos jugados el 19 de mayo de 2024.
 Fuente: FFCV

### Grupo 15
| Pos. | Equipo                                    | Pts. | PJ | G  | E | P  | GF | GC | Dif. |                                          |
| ---- | ----------------------------------------- | ---- | -- | -- | - | -- | -- | -- | ---- | ---------------------------------------- |
| 1    | R. C. Ilicitano de Fútbol                 | 71   | 30 | 22 | 5 | 3  | 75 | 20 | +55  | Ascenso a Lliga Segona FFCV              |
| 2    | Sporting Saladar                          | 63   | 30 | 19 | 6 | 5  | 66 | 29 | +37  | Promoción de ascenso a Lliga Segona FFCV |
| 3    | Formentera C. F.                          | 62   | 30 | 18 | 8 | 4  | 61 | 29 | +32  |                                          |
| 4    | Bigastro C. F.                            | 59   | 30 | 17 | 8 | 5  | 75 | 41 | +34  |                                          |
| 5    | Callosa Deportiva C. F. "B"               | 54   | 29 | 17 | 3 | 9  | 70 | 41 | +29  |                                          |
| 6    | Sporting Costablanca Torrevieja C. F. "B" | 49   | 30 | 14 | 7 | 9  | 68 | 36 | +32  |                                          |
| 7    | C. F. P. Orihuela Deportiva               | 45   | 30 | 13 | 6 | 11 | 69 | 61 | +8   |                                          |
| 8    | C. D. Altet                               | 40   | 30 | 12 | 4 | 14 | 53 | 63 | −10  |                                          |
| 9    | C. D. Benijófar                           | 39   | 30 | 10 | 9 | 11 | 48 | 45 | +3   |                                          |
| 10   | F. B. Redován C. F. "B"                   | 39   | 30 | 11 | 6 | 13 | 47 | 61 | −14  |                                          |
| 11   | C. F. Racing Playas de Orihuela           | 38   | 30 | 11 | 5 | 14 | 45 | 50 | −5   |                                          |
| 12   | Santa Pola C. F. "B"                      | 31   | 30 | 9  | 4 | 17 | 50 | 74 | −24  |                                          |
| 13   | Club Costa City "B"                       | 31   | 30 | 8  | 7 | 15 | 47 | 63 | −16  |                                          |
| 14   | Atlético Benejúzar                        | 25   | 30 | 6  | 7 | 17 | 41 | 75 | −34  |                                          |
| 15   | C. F. United Elche                        | 18   | 30 | 5  | 3 | 22 | 34 | 92 | −58  |                                          |
| 16   | C. F. Sporting de San Fulgencio "B"       | 4    | 29 | 1  | 4 | 24 | 26 | 95 | −69  |                                          |

Actualizado a los partidos jugados el 19 de mayo de 2024.
 Fuente: FFCV

## Promoción de ascenso a Lliga Segona
| Ida; 25 de mayo de 2024, 16:00 | C. F. Villafamés      | 2:0 (0:0) | Sollana C. F. | L'Estepar, Villafamés         |                               |
|                                | Pablo Celades 53' 63' | Reporte   |               | Árbitro(s): Hallado Cañizares | Árbitro(s): Hallado Cañizares |

| Vuelta; 1 de junio de 2024, 17:30 | Sollana C. F.       | 1:0 (0:0) (Global 1:2) | C. F. Villafamés | La Torreta, Sollana        |                            |
|                                   | David Ferrandis 76' | Reporte                |                  | Árbitro(s): Martínez Luján | Árbitro(s): Martínez Luján |

| Asciende C. F. Villafamés El Sollana C. F. asciende posteriormente para ocupar una vacante en Segona FFCV. |

| Ida; 25 de mayo de 2024, 18:00 | Xilxes C. F.      | 1:1 (1:0) | Godella C. F. "B" | L' Alter, Chilches         |                            |
|                                | Cristian Ghib 32' | Reporte   | Raúl Vivancos 53' | Árbitro(s): Ezaydy Boulman | Árbitro(s): Ezaydy Boulman |

| Vuelta; 1 de junio de 2024, 18:30 | Godella C. F. "B"                        | 2:1 (1:1) (0:1) (t. s.)(Global 3:2) | Xilxes C. F.      | Campo municipal, Godella    |                             |
|                                   | Héctor Andrés 54' · Alejandro López 115' | Reporte                             | Raúl Martínez 22' | Árbitro(s): González García | Árbitro(s): González García |

| Asciende Godella C. F. "B" El Xilxes C. F. asciende posteriormente para ocupar una vacante en Segona FFCV. |

| Ida; 25 de mayo de 2024, 18:00 | Castalla C. F.                    | 2:2 (0:1) | C. D. Dénia "B"                         | Municipal de Castalla, Castalla |  |
|                                | Eugeni Alos 64' · Víctor Rico 87' | Reporte   | Borja Martínez 2' · Fernando García 62' |                                 |  |

| Vuelta; 1 de junio de 2024, 18:45 | C. D. Dénia "B"                           | 2:1 (1:1) (Global 4:3) | Castalla C. F.     | Diego Mena Cuesta, Denia |                          |
|                                   | Josep A. Vengut 36' · Francisco Pérez 54' | Reporte                | Ernesto Ribera 14' | Árbitro(s): Rius Cervera | Árbitro(s): Rius Cervera |

| Asciende C. D. Dénia "B" |

| Ida; 25 de mayo de 2024, 18:00 | C. D. Cuenca-Mestallistes 1925         | 2:2 (1:0) | Sporting Saladar               | Municipal de Malilla, Valencia |                              |
|                                | Carlos Martínez 24' · Rubén García 49' | Reporte   | Moisés 58' · Alberto Gómez 87' | Árbitro(s): Palacios Llorens   | Árbitro(s): Palacios Llorens |

| Vuelta; 2 de junio de 2024, 12:00 | Sporting Saladar               | 2:1 (0:0) (Global 4:3) | C. D. Cuenca-Mestallistes 1925 | Municipal, Almoradí        |                            |
|                                   | Youssef Hsine 47' · Moisés 60' | Reporte                | José González 80'              | Árbitro(s): Chaves Gallego | Árbitro(s): Chaves Gallego |

| Asciende Sporting Saladar |

| Ida; 25 de mayo de 2024, 18:30 | U. D. Anna         | 1:2 (0:0) | Racing Santa Bárbara C. F.               | L' Assut, Anna            |                           |
|                                | Cristian Muñoz 76' | Reporte   | Gustavo Vilches 59' · Javier Manzano 78' | Árbitro(s): López Larrosa | Árbitro(s): López Larrosa |

| Vuelta; 2 de junio de 2024, 19:00 | Racing Santa Bárbara C. F.                       | 2:0 (0:0) (Global 4:1) | U. D. Anna | Antonio Solana, Alicante  |                           |
|                                   | Juan Francisco Moreno 86' · Ezequiel Vilches 90' | Reporte                |            | Árbitro(s): Toledo Romero | Árbitro(s): Toledo Romero |

| Asciende Racing Santa Bárbara C. F. La U. D. Anna asciende posteriormente para ocupar una vacante en Segona FFCV. |

| Ida; 25 de mayo de 2024, 20:00 | C. F. Sporting Alaquàs | 0:4 (0:1) | C. F. Miramar                                                                     | El Terç, Alacuás        |                         |
|                                |                        | Reporte   | Marius Mitu 37' · Álvaro Cardenal 54' · Marcos Rosillo 56' · Cristian Gregori 90' | Árbitro(s): Goñi Muiños | Árbitro(s): Goñi Muiños |

| Vuelta; junio de 2024 | C. F. Miramar        | 1:1 (Global 5:1) | C. F. Sporting Alaquàs | El Moli Miramar, Miramar |                          |
|                       | Cristian Gregori 34' | Reporte          | David Vila 74'         | Árbitro(s): García Navas | Árbitro(s): García Navas |

| Asciende C. F. Miramar |